# Elektriciteitscentrale Jaworzno
De elektriciteitscentrale van Jaworzno is een thermische centrale te Jaworzno, Polen. De centrale heeft een 300 m hoge schoorsteen en een capaciteit van 1345 megawatt.